# Louisiana
Louisiana (francuski: Louisiane) je južnjačka država u Sjedinjenim Američkim Državama. Glavni grad države je Baton Rouge, a najveći grad je New Orleans.
Veliki dio istočne granice obilježava rijeka Mississippi. Louisiana je jedina američka država s političkim pododjeljcima nazvanim župama koje su ekvivalentne županijama.

## Župe (Parishes)
Louisiana i Aljaska su dvije od 50 američkih država koje nisu podijeljene po okruzima (counties), a u slučaju Louisiane to je župa, točnije civilna župa, i nasljeđe su rimokatoličkih francuskih i španjolskih kolonijalnih utjecaja. Godine 1803 Orleans Territory (kasnija Louisiana) podijeljen je na 12 okruga da bi tek 1807. bila podijeljena na 19 župa. Izvornih 19 župa su bile: Ascension, Assumption, Avoyelles (po plemenu Avoyel), Concordia, Iberville, Lafourche, Natchitoches, Orleans, Ouachita (po plemenu Ouachita), Plaquemines, Pointe Coupee, Rapides, St Bernard, St Charles, St James, St John the Baptist, St Landry, St Martin i West Baton Rouge. Broj župa se kasnije povećavao i nastajale su nove, viz.: (1808), Cameron, Catahoula; (1810): East Baton Rouge, Feliciana, St Helena, St Tammany; (1811): Biloxi (po plemenu Biloxi), Pascagoula (po plemenu Pascagoula), St Mary i Warren; (1819): Washington; (1822): Terrebonne; (1823): Lafayette; (1824): East Feliciana, West Feliciana; (1825): Jefferson; (1828): Claiborne; (1832): Livingston; (1838): Caddo (po plemenu Caddo), Caldwell, Carroll, Madison; (1839): Union; (1840): Calcasieu; (1843): Bossier, DeSota, Franklin, Sabine, Tensas; (1844): Morehouse, Vermilion; (1845): Jackson; (1848): Beauregard; (1852): Winn; (1868): Iberia, Richland, Tangipahoa (po plemenu Tangipahoa); (1869): Grant; (1871): Red River, Vernon, Webster; (1873): Lincoln; (1877): East Carroll, West Carroll; (1886): Acadia; (1908): LaSalle; (1910): Evangeline; i posljednje 3 (1912): Allen, Bienville i Jefferson Davis, nastale od dijelova župe Calcasieu.
Louisiana se danas sastoji od 64 župe (parishes)

## Stanovništvo
Prastanovnici Louisiane su Indijanci iz više etnolingvističkih porodica, to su: Attacapan, Chitimachan, Adaizan, Caddoan i Muskhogean. Domorodačka plemena Louisiane su: Acolapissa, Adai, Atakapa, Avoyel, Bayogoula, Chawasha, Chitimacha, Mugulasha, Natchitoches (Doustioni, Natchitoches, Ouachita, Yatasi), Okelousa, Opelousa, Quinipissa, Taensa, Tangipahoa, Washa,

## Najveći gradovi
| Grad         | Stanovnici 2004 |
| ------------ | --------------- |
| New Orleans  | 462.269         |
| Baton Rouge  | 224.097         |
| Shreveport   | 198.675         |
| Lafayette    | 111.966         |
| Lake Charles | 70.819          |
| Kenner       | 70.252          |
| Bossier City | 59.611          |
| Monroe       | 52.141          |
| Alexandria   | 45.971          |
| New Iberia   | 32.499          |

- Rijeka Calcasieu, nizvodno od Lake Charlesa, Louisiana
- Rijeka Calcasieu, nizvodno od Lake Charlesa, Louisiana